# Ospedale Regionale di Lugano
Ospedale civico e Ospedale italiano, in funzione della sede a cui si fa riferimento, è il centro medico polispecialistico più importante della città di Lugano e del Canton Ticino. Dal 1983 è parte integrante dell'Ente ospedaliero cantonale. La struttura è pubblica e offre 301 letti; annualmente sono ricoverati circa 13.000 pazienti mentre ammontano a circa 100.000 i pazienti trattati ambulatorialmente.